# 1907년
1907년은 화요일로 시작하는 평년이다

## 연호
- 대한제국(大韓帝國) 광무(光武) 11년 / 융희(隆熙) 원년
- 청(淸) 광서(光緖) 33년
- 일본(日本) 메이지(明治) 40년
- 응우옌 왕조(阮朝) 타인타이(成泰) 19년 / 주이떤(維新) 원년

## 기년
- 대한제국(大韓帝國) 고종(高宗) 44년 / 순종(純宗) 원년
- 청(淸) 덕종 광서제(德宗 光緖帝) 33년
- 응우옌 왕조(阮朝) 성태제(成泰帝) 19년 / 유신제(維新帝) 원년

## 사건
- 1월 15일 - 핀란드 라우코 장원에서 소작쟁의 발생. 경찰과 파업 소작농 사이에 충돌 일어나고 핀란드 전역의 관심을 끌다.
- 1월 20일 - 헬싱키 철도광장에서 라우코 소작농들을 지지하여 노동자들이 시위하다.
- 1월 22일 - 헬싱키 역사상 최고 고기압 측정 (1066 헥토파스칼).
- 2월 - 국채보상운동
- 3월 5일 - 러시아 제국 페테르부르크에서 국가두마 개회. 경찰이 시위대를 해산하다.
- 3월 15일 - 핀란드 단원제의회 초대 선거(1907년 핀란드 의회선거) 시작되다.
- 4월 - 한국의 구국 운동의 중심으로 비밀 결사 단체인 신민회 창립.
- 4월 17일 - 탐페레에서 핀란드 최초의 노총 핀란드 노동조합 발기하다.
- 4월 24일 - 니콜라이 2세의 명령으로 핀란드 피르칸마 지역에 바말라면이 설치되다.
- 5월 22일 - 이완용 내각이 이토 히로부미의 건의를 받아 성립됨.
- 5월 23일 - 핀란드 의회 첫 회기 개회하다. 의장에 청년 핀란드당의 페르 에빈드 스빈후부드 아브 크발스타드, 제1부의장에 핀란드 사회민주당의 닐스 로베르트 아브 우르신, 제2부의장에 핀란드당의 에른스트 구스타프 팔멘 선출되다.
- 5월 29일 - 핀란드 및 러시아 최초의 극영화 《밀주꾼들》(감독 루이 스파레)이 개봉하다.
- 6월 - 헤이그 특사 사건
- 6월 14일 - 노르웨이 의회에서 여성참정권이 73대 48로 부결되다.
- 6월 15일 - 네덜란드 헤이그에서 제2차 헤이그 회담 시작되다.
- 6월 19일 - 헬싱키에서 HJK 축구단 창설되다.
- 6월 26일 - 러시아 제국령 조지아의 수도 트빌리시에서 볼셰비키들이 은행강도를 감행하다. 지나가던 사람 십수 명이 휘말려 죽다.
- 7월 20일 - 고종 강제 퇴위 (고종 양위 사건 참고).
- 7월 24일 - 한일신협약 체결. 대한제국이 일본제국의 보호령으로 전락하다.
- 7월 31일 - 일제, 군대 해산령 공포.
- 8월 1일 - 일본, 대한제국 군대 강제해산
- 8월 1일 -
  - 영국 도르싯주 브라운시섬에서 최초의 스카우트 운동 야영지가 세워지다.
  - 정미의병 발생.
- 8월 2일 - 순종 황제 즉위.
- 8월 3일 - 핀란드 탐페레에서 핀란드 전국체육연맹이 이틀짜리 운동회를 개최하다. 탐페레 퓌린퇴 팀의 에이노 페칼라가 우승하다.
- 8월 5일 - 원주 진위대 장병, 군대 해산에 대해 무장 항쟁을 전개.
- 13도 창의군 결성.
- 8월 11일 - 일본군, 강화도 장악.
- 8월 31일 - 영국과 러시아가 페르시아, 티베트, 아프가니스탄에 대한 영향력 다툼을 종료할 것을 합의하다. 이로써 그레이트 게임이 종료되고 삼국 협상이 결성되다.
- 9월 9일 - 러시아 제국과 일본, 통상어업조약 조인.
- 9월 25일 - 장 시벨리우스가 3번 교향곡을 초연하다.
- 9월 26일 - 뉴질랜드와 뉴펀들랜드가 자치령의 지위를 얻다.
- 10월 9일 - 일본 제국이 대한제국의 경찰권을 강탈하다.
- 10월 17일 - 미국에서 1907년 공황 발생, 기업 몇 개가 도산하다.
- 10월 18일 - 제2차 헤이그 회담 종료. 헤이그 협약이 비준되다.
- 10월 31일 - 핀란드 의회에서 금주법을 통과시키다. 하지만 니콜라이 2세가 비준하지 않다.
- 11월 6일 - 미국, 파나마 독립 승인.
- 11월 10일 - 대한협회 창립.
- 12월 2일 - 핀란드 올림픽 위원회가 설치되다.
- 12월 8일 - 스웨덴 국왕 오스카르 2세가 붕어하고 아들 구스타브 5세가 즉위하다.
- 날짜 불명
  - 핀란드 목재, 제지기업 카야니 주식회사가 창업하다.
  - 에밀 헨릭손이 아블로위 자물쇠를 발명하다.

## 문화
- 2월 - 보성전문학교 야학으로 졸업하여 사립전문학교 최초로 졸업을 한 곳이 되었다.
- 2월 1일 - 관립 농림학교 관제 공포
- 3월 21일 - 일본 소학교를 6년간의 의무교육으로 하고 4월 1일부로 적용함.
- 4월 21일 - 관립 공업 전습소 개소식함
- 4월 26일 - 대한의원 첫 학원 모집 입학시험
- 6월 3일 - 일본 도후부(東北) 帝國大學校가 센다이에 설립됨.
- 8월 2일 - 대한제국, 연호(年號)를 광무(光武)에서 융희(隆熙)로 변경.
- 8월 27일 - 대한제국 순종 황제가 경운궁에서 즉위, 즉위 기념우표·그림엽서 발행.
- 9월 - 농과대학 설립.
- 9월 - 영국 명문 대학교 설립.
- 9월 11일 - 부산과 시모노세키시를 잇는 첫 부관 연락선 이키마루 호가 시모노세키에서 취항하다.
- 10월 15일 - 대한국민체육회 설립.
- 10월 23일 대구 신명 여학교 (현 신명고등학교) 설립.
- 11월 2일 박헌정,이동선외 7인 長薰學校 설립
- 12월 28일 민족의 4대 저항 학교인 정주의 五山學校 설립.
- 평양과 대구에 이어 경성(서울)에도 측후소(서울 관측소)가 설립되었다.

## 탄생

### 1월
- 1월 3일 - 웨일스의 배우 레이 밀랜드. (~1986년)
- 1월 5일 - 대한민국의 수필가 김소운. (~1981년)
- 1월 22일 - 영국의 전 축구 선수 딕시 딘. (~1980년)
- 1월 23일 - 일본의 물리학자 유카와 히데키. (~1981년)
- 1월 24일 - 대한민국의 안과 의사, 타자기 연구가, 국어학자 공병우. (~1995년)

### 2월
- 2월 22일 - 미국의 배우 로버트 영. (~1998년)

### 3월
- 3월 4일 - 스페인의 최장수 노인 마리아 브라냐스 모레라. (~2024년)
- 3월 8일 - 그리스의 대통령 콘스탄티노스 카라만리스. (~1998년)
- 3월 9일 - 루마니아의 출생 작가이자 비교종교학자 미르체아 엘리아데. (~1986년)
- 3월 17일
  - 일본의 정치인, 총리 대신 미키 다케오. (~1988년)
  - 미국의 정치인 존 올랜도 파스토레. (~2000년)

### 4월
- 4월 2일 - 대한민국의 정치인 권태희. (~1983년)
- 4월 5일 - 대한민국의 소설가 이효석. (~1942년)
- 4월 12일 - 영국의 작곡가 이모겐 홀스트. (~1984년)
- 4월 18일 - 핀란드의 수학자, 필즈상 수상자 라르스 알포르스. (~1996년)
- 4월 23일 - 대한민국의 의사 문창모. (~2002년)
- 4월 29일 - 미국의 영화 감독 프레드 진네만. (~1997년)

### 5월
- 5월 9일 - 나치의 전범 발두어 폰 시라흐. (~1974년)
- 5월 12일 - 미국의 배우 캐서린 헵번. (~2003년)
- 5월 14일 - 파키스탄의 군인, 제2대 대통령 모하메드 아유브 칸. (~1974년)
- 5월 22일 - 영국의 배우, 영화 감독 로런스 올리비에. (~1989년)
- 5월 25일 - 중국의 정치가, 군인, 전 국가주석 양상쿤. (~1998년)
- 5월 26일 - 미국의 배우 존 웨인. (~1979년)
- 5월 27일 - 미국의 작가 레이철 카슨. (~1964년)

### 6월
- 6월 1일 - 대한민국의 독립운동가 박기성. (~1991년)
- 6월 4일 - 미국의 배우 로절린드 러셀. (~1976년)
- 6월 23일 - 영국의 경제학자, 연구원 제임스 미드. (~1995년)

### 7월
- 7월 6일 - 멕시코의 초현실주의 화가 프리다 칼로. (~1954년)
- 7월 7일
  - 대한민국의 문학 평론가 김문집.
  - 미국의 소설가 로버트 A. 하인라인. (~1988년)
- 7월 15일 - 일제강점기의 공산주의 독립운동가, 조선민주주의인민공화국의 군인, 정치인 최현. (~1982년)
- 7월 16일 - 미국의 배우 바버라 스탠윅. (~1990년)
- 7월 25일 - 러시아의 시인, 작가 바를람 샬라모프. (~1982년)

### 8월
- 8월 2일 - 대한민국의 정치인 최영철. (~1991년)
- 8월 21일 - 미국의 발명가 존 G. 트럼프. (~1985년)
- 8월 27일 - 대한민국의 기업인 LG 그룹의 창설자 구인회. (~1969년)
- 8월 31일 - 필리핀의 전 대통령 라몬 막사이사이. (~1957년)

### 9월
- 9월 13일 - 대한민국의 화가 임응구. (~1994년)
- 9월 15일 - 캐나다의 배우 페이 레이. (~2004년)
- 9월 18일 - 미국의 물리학자 에드윈 맥밀런. (~1991년)
- 9월 29일 - 미국의 싱어송라이터, 기타 연주자, 음반 프로듀서, 영화배우, 영화연출가, 야구기업가 진 오트리. (~1998년)

### 10월
- 10월 25일 - 대한민국의 정치인 김준일. (~1939년)
- 10월 28일 - 대한민국의 수필가 전성호. (~1954년)
- 10월 29일 - 대한민국의 수필가 이준석. (~1999년)
- 10월 30일 - 대한민국의 정치인 이용범. (~1968년)

### 11월
- 11월 9일 - 홍콩의 방송인, 영화제작자 런런 쇼. (~2014년)
- 11월 11일
  - 대한민국의 정치인 정인소. (~1977년)
  - 대한민국의 정치인 강경옥. (~1999년)
- 11월 20일 - 프랑스의 영화 감독 앙리조르주 클루조. (~1977년)

### 12월
- 12월 5일 - 중국의 공산당 부주석 겸 국방부장 린뱌오. (~1971년)
- 12월 18일
  - 대한민국의 역사가 이유립. (~1986년)
  - 대한민국의 교육인, 기업인, 정치인 이용범. (~1968년)
- 12월 22일 - 영국의 배우 페기 애시크로프트. (~1991년)

### 미상
- 리욱. (~1984년)
- 일제 강점기의 경찰 김동진. (~?)
- 대한민국의 중앙위원 장철. (~1969년)

## 사망

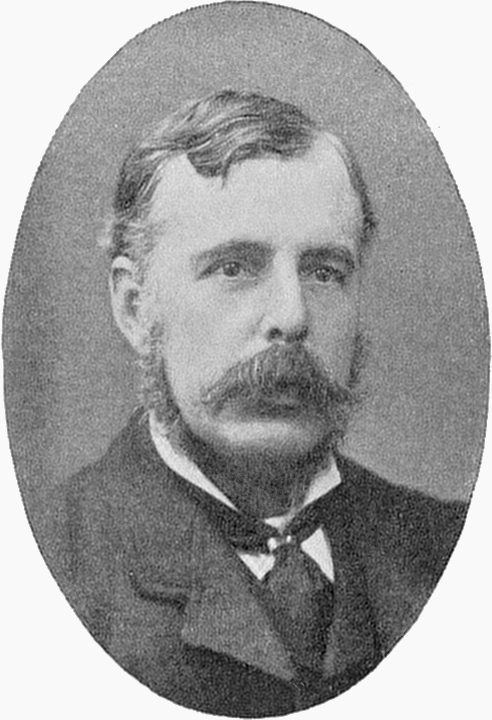
찰스 윌리엄 앨콕

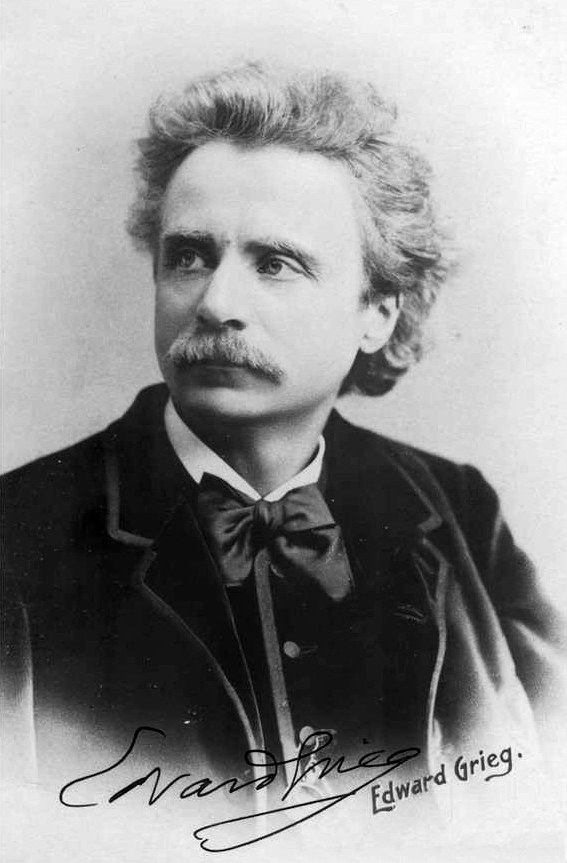
에드바르 그리그

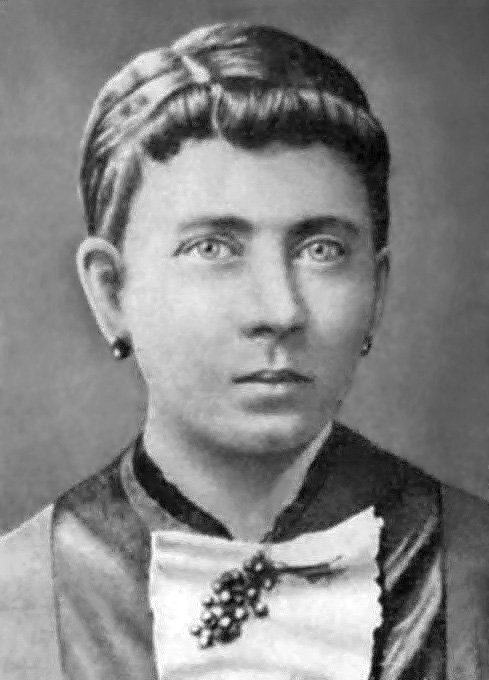
클라라 히틀러

- 1월 1일 - 조선의 관료, 정치인 최익현. (1833년~)
- 1월 20일 - 러시아의 화학자 드미트리 멘델레예프. (1834년~)
- 2월 1일 - 키르기스스탄의 지도자, 통치자 쿠르만잔 닷카. (1811년~)
- 2월 26일 - 영국의 축구 행정가 찰스 윌리엄 앨콕. (1842년~)
- 7월 14일 - 대한제국의 독립운동가, 외교관 이준. (?~)
- 8월 1일 - 대한제국의 군인 박승환. (1869년~)
- 9월 4일 - 노르웨이의 작곡가 겸 피아노 연주자 에드바르 그리그. (1843년~)
- 12월 12일 - 아돌프 히틀러의 어머니 클라라 히틀러. (1860년~)
- 12월 23일 - 프랑스의 천문학자 피에르 장센. (1824년~)

## 노벨상
- 물리학상 - 앨버트 마이켈슨 (미국)
- 화학상 - 에두아르트 부흐너 (독일)
- 생리학·의학상 - 샤를 루이 알퐁스 라브랑 (프랑스)
- 평화상 - 에르네스토 테오도로 모네타 (이탈리아 왕국), 루이 르노 (프랑스)
- 문학상 - 러디어드 키플링 (영국)

## 달력
| 1월 |    |    |    |    |    |    |
| 일  | 월 | 화 | 수 | 목 | 금 | 토 |
|     |    | 1  | 2  | 3  | 4  | 5  |
| 6   | 7  | 8  | 9  | 10 | 11 | 12 |
| 13  | 14 | 15 | 16 | 17 | 18 | 19 |
| 20  | 21 | 22 | 23 | 24 | 25 | 26 |
| 27  | 28 | 29 | 30 | 31 |    |    |

| 2월 |    |    |    |    |    |    |
| 일  | 월 | 화 | 수 | 목 | 금 | 토 |
|     |    |    |    |    | 1  | 2  |
| 3   | 4  | 5  | 6  | 7  | 8  | 9  |
| 10  | 11 | 12 | 13 | 14 | 15 | 16 |
| 17  | 18 | 19 | 20 | 21 | 22 | 23 |
| 24  | 25 | 26 | 27 | 28 |    |    |

| 3월 |    |    |    |    |    |    |
| 일  | 월 | 화 | 수 | 목 | 금 | 토 |
|     |    |    |    |    | 1  | 2  |
| 3   | 4  | 5  | 6  | 7  | 8  | 9  |
| 10  | 11 | 12 | 13 | 14 | 15 | 16 |
| 17  | 18 | 19 | 20 | 21 | 22 | 23 |
| 24  | 25 | 26 | 27 | 28 | 29 | 30 |
| 31  |    |    |    |    |    |    |

| 4월 |    |    |    |    |    |    |
| 일  | 월 | 화 | 수 | 목 | 금 | 토 |
|     | 1  | 2  | 3  | 4  | 5  | 6  |
| 7   | 8  | 9  | 10 | 11 | 12 | 13 |
| 14  | 15 | 16 | 17 | 18 | 19 | 20 |
| 21  | 22 | 23 | 24 | 25 | 26 | 27 |
| 28  | 29 | 30 |    |    |    |    |

| 5월 |    |    |    |    |    |    |
| 일  | 월 | 화 | 수 | 목 | 금 | 토 |
|     |    |    | 1  | 2  | 3  | 4  |
| 5   | 6  | 7  | 8  | 9  | 10 | 11 |
| 12  | 13 | 14 | 15 | 16 | 17 | 18 |
| 19  | 20 | 21 | 22 | 23 | 24 | 25 |
| 26  | 27 | 28 | 29 | 30 | 31 |    |

| 6월 |    |    |    |    |    |    |
| 일  | 월 | 화 | 수 | 목 | 금 | 토 |
|     |    |    |    |    |    | 1  |
| 2   | 3  | 4  | 5  | 6  | 7  | 8  |
| 9   | 10 | 11 | 12 | 13 | 14 | 15 |
| 16  | 17 | 18 | 19 | 20 | 21 | 22 |
| 23  | 24 | 25 | 26 | 27 | 28 | 29 |
| 30  |    |    |    |    |    |    |

| 7월 |    |    |    |    |    |    |
| 일  | 월 | 화 | 수 | 목 | 금 | 토 |
|     | 1  | 2  | 3  | 4  | 5  | 6  |
| 7   | 8  | 9  | 10 | 11 | 12 | 13 |
| 14  | 15 | 16 | 17 | 18 | 19 | 20 |
| 21  | 22 | 23 | 24 | 25 | 26 | 27 |
| 28  | 29 | 30 | 31 |    |    |    |

| 8월 |    |    |    |    |    |    |
| 일  | 월 | 화 | 수 | 목 | 금 | 토 |
|     |    |    |    | 1  | 2  | 3  |
| 4   | 5  | 6  | 7  | 8  | 9  | 10 |
| 11  | 12 | 13 | 14 | 15 | 16 | 17 |
| 18  | 19 | 20 | 21 | 22 | 23 | 24 |
| 25  | 26 | 27 | 28 | 29 | 30 | 31 |

| 9월 |    |    |    |    |    |    |
| 일  | 월 | 화 | 수 | 목 | 금 | 토 |
| 1   | 2  | 3  | 4  | 5  | 6  | 7  |
| 8   | 9  | 10 | 11 | 12 | 13 | 14 |
| 15  | 16 | 17 | 18 | 19 | 20 | 21 |
| 22  | 23 | 24 | 25 | 26 | 27 | 28 |
| 29  | 30 |    |    |    |    |    |

| 10월 |    |    |    |    |    |    |
| 일   | 월 | 화 | 수 | 목 | 금 | 토 |
|      |    | 1  | 2  | 3  | 4  | 5  |
| 6    | 7  | 8  | 9  | 10 | 11 | 12 |
| 13   | 14 | 15 | 16 | 17 | 18 | 19 |
| 20   | 21 | 22 | 23 | 24 | 25 | 26 |
| 27   | 28 | 29 | 30 | 31 |    |    |

| 11월 |    |    |    |    |    |    |
| 일   | 월 | 화 | 수 | 목 | 금 | 토 |
|      |    |    |    |    | 1  | 2  |
| 3    | 4  | 5  | 6  | 7  | 8  | 9  |
| 10   | 11 | 12 | 13 | 14 | 15 | 16 |
| 17   | 18 | 19 | 20 | 21 | 22 | 23 |
| 24   | 25 | 26 | 27 | 28 | 29 | 30 |

| 12월 |    |    |    |    |    |    |
| 일   | 월 | 화 | 수 | 목 | 금 | 토 |
| 1    | 2  | 3  | 4  | 5  | 6  | 7  |
| 8    | 9  | 10 | 11 | 12 | 13 | 14 |
| 15   | 16 | 17 | 18 | 19 | 20 | 21 |
| 22   | 23 | 24 | 25 | 26 | 27 | 28 |
| 29   | 30 | 31 |    |    |    |    |

### 음양력 대조 일람
| 음력월 | 월건 | 대소 | 음력 1일의 양력 월일 | 음력 1일 간지 |
| ------ | ---- | ---- | -------------------- | ------------- |
| 1월    | 임인 | 소   | 2월 13일             | 계사          |
| 2월    | 계묘 | 대   | 3월 14일             | 임술          |
| 3월    | 갑진 | 소   | 4월 13일             | 임진          |
| 4월    | 을사 | 대   | 5월 12일             | 신유          |
| 5월    | 병오 | 소   | 6월 11일             | 신묘          |
| 6월    | 정미 | 대   | 7월 10일             | 경신          |
| 7월    | 무신 | 대   | 8월 9일              | 경인          |
| 8월    | 기유 | 소   | 9월 8일              | 경신          |
| 9월    | 경술 | 대   | 10월 7일             | 기축          |
| 10월   | 신해 | 소   | 11월 6일             | 기미          |
| 11월   | 임자 | 대   | 12월 5일             | 무자          |
| 12월   | 계축 | 소   | 1908년 1월 4일       | 무오          |